# Theoderich Kampmann
Theoderich Kampmann (* 11. August 1899 in Hattingen; † 6. April 1983 in München) war ein deutscher Theologe.

## Leben
Von 1919 bis 1923 studierte er Theologie in Paderborn, Freiburg im Breisgau und Bonn. Von 1924 bis 1933 war er Religionslehrer in Bochum. Das Studium der Germanistik und Philosophie schloss er 1931 als Dr. phil. in Münster und dem Staatsexamen 1932 in Theologie, Germanistik, Geschichte und Philosophie ab. Von 1933 bis 1935 war er Studienrat an der Hildegardis-Schule Hagen. Von 1935 bis 1945 war er Dozent für Katechetik und Pädagogik an der Erzbischöflichen Akademie in Paderborn. 1945 gründete er das christliche Bildungswerk „Die Hegge“. 1945 leitete er das Officium catechisticum des Erzbistums Paderborn. Von 1945 bis 1956 lehrte er als Professor für Katechetik und Pädagogik in Paderborn. 1956 wurde er Professor für Religionspädagogik und Kerygmatik an der LMU München, von 1960 bis 1967 Professor für Homiletik. Von 1959 bis 1960 war er Dekan der Katholisch-Theologischen Fakultät. 1964/1965 gründete er das Religionspädagogische Institut an der Katholisch-Theologischen Fakultät. 1967 erfolgte die Emeritierung. 1970 erhielt er das große Bundesverdienstkreuz.
Zusammen mit Rudolf Padberg gab er die Buchreihe Schriften zur Pädagogik und Katechetik heraus. 